# الانتخابات الرئاسية الأذربيجانية 2003

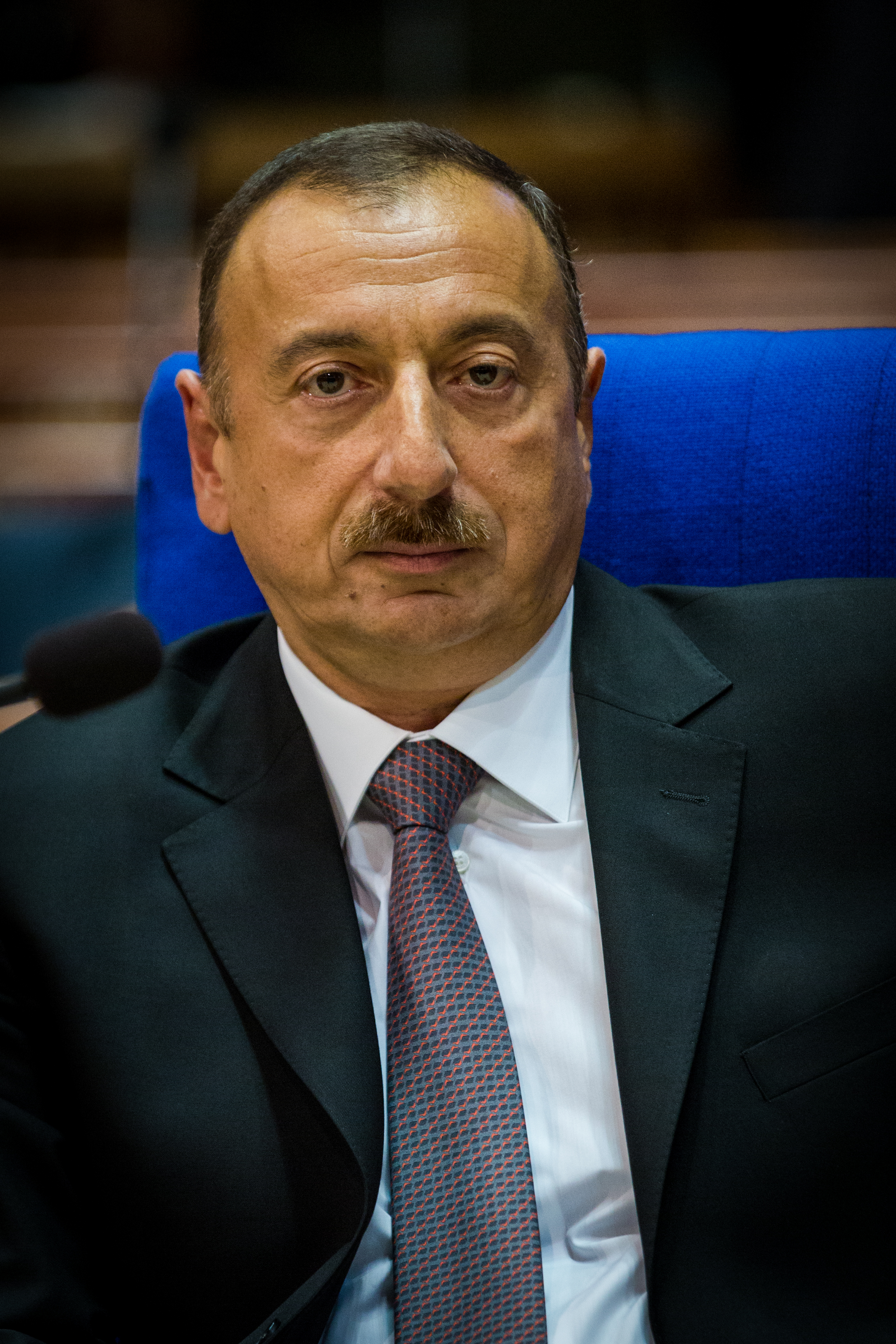
إلهام علييف.

أجريت الانتخابات الرئاسية في أذربيجان في 15 أكتوبر 2003 ولقد فاز إلهام علييف نجل الرئيس المنتهية ولايته حيدر علييف في الانتخابات بنسبه 75.38% من الأصوات.

## روابط خارجية
- تقرير منظمة الأمن والتعاون في أوروبا